# M1911
M1911は、ジョン・ブローニングの設計に基づき、アメリカ合衆国のコルト・ファイヤーアームズ（コルト）社が開発した軍用自動拳銃である。

## 概要
1911年の制式採用から1985年まで70年以上、アメリカ軍の制式拳銃として第一次世界大戦、第二次世界大戦、朝鮮戦争、ベトナム戦争で用いられた。「コルト・ガバメント（Colt Government）」の通称でも知られており、民間向けモデルの1つ「ガバメント・モデル（官給型）」に由来する。本国アメリカでは、ナインティーン・イレブンと呼称されることが多い。兵士の間では「ハンド・キャノン」の愛称で呼ばれたこともある。

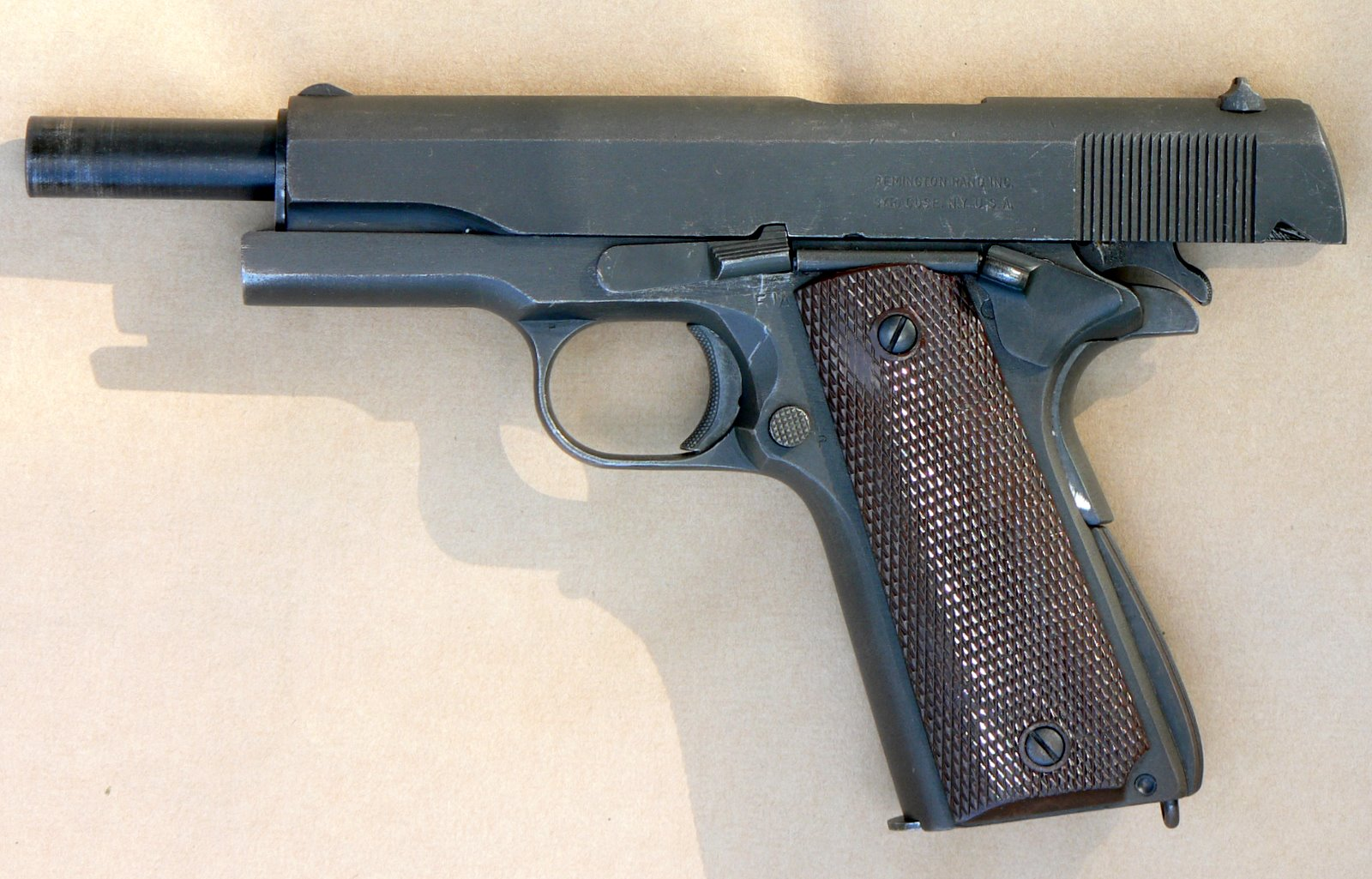
ホールドオープンしたM1911A1。銃身の後端が閉鎖を解く過程でわずかに下がり、銃身の軸線が本体（スライドとフレーム）に対して平行になっていない事に注目。

ジョン・ブローニングが考案した、.45ACP（.45Auto Colt Pistol）という大口径弾を使用するM1911は、そのストッピングパワーの高さから信頼された。バリエーション展開によって9x19mmパラベラム弾や.40S&W弾など各種の弾薬に対応したバージョンが生まれた。
スライドが後退する際には、銃身の後端がわずかに下降するため、写真のように銃口が水平よりわずかに上を向く。これはティルトバレル式ショートリコイル機構（写真参照）と呼ばれ、20世紀における世界各国の自動拳銃に広く用いられる機構となった。
誕生以来パーツの設計がほとんど変わっていないため豊富にパーツが存在し、使用者の好みに合わせてカスタマイズしやすい銃である。現在もM1911を称する拳銃を多数のメーカーやカスタムショップが製造しており、バリエーションは把握できないほど増え続けている。グリップはラバー製やアルミ製、中には象牙などの高価な素材で作られたものまで販売されており、専門のコレクターまで存在している。

## 歴史

### 開発経緯

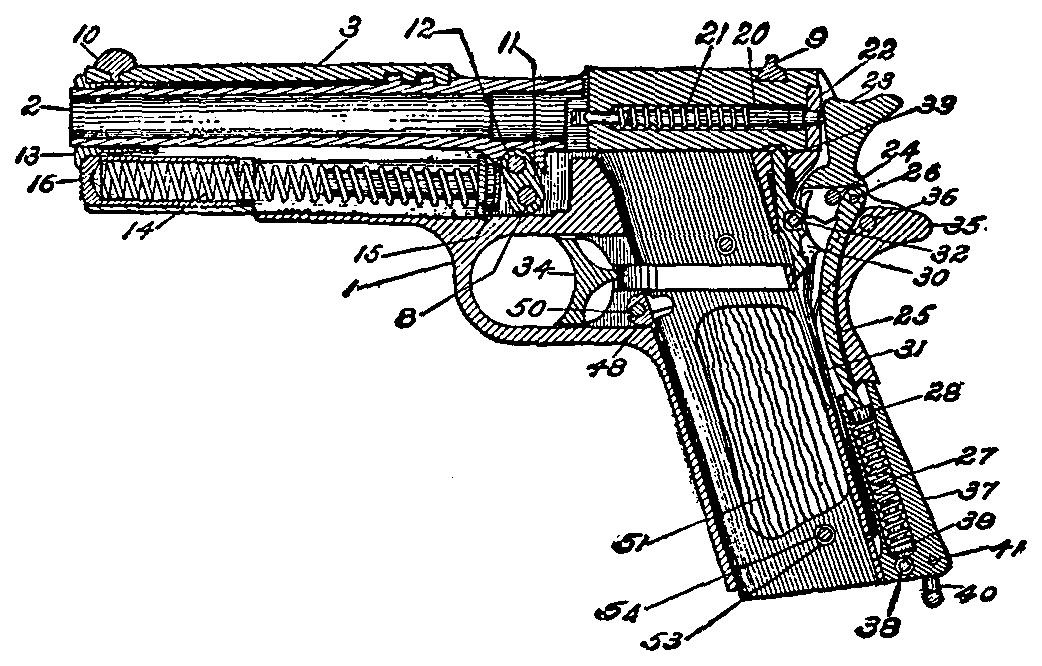
M1911の構造

19世紀当時、アメリカ軍ではコルト製のM1892という.38口径の回転式拳銃を使用していた。1898年の米西戦争でフィリピンの先住民モロ族は森林戦で蛮刀を振るって米軍に突進した。米軍は「1発でも、敵の動きを止められるだけの威力がほしい」という.38ロングコルト弾以上のストッピングパワーを持つ.45口径弾の採用を考えた。同時期にジョン・ブローニングが自動拳銃の考案をする。この銃はコルト社により.38口径の「コルトM1900」として市販され、いくつかの派生型も生産された。可動バレルとバレル全長を覆う重いスライドで反動に対処するティルトバレル式ショートリコイル機構である。リボルバー用.45口径弾を短縮・リムレス化した.45ACP弾が開発され、1905年に.45ACP弾を用いる拳銃・「M1905」が開発された。M1905の5インチ銃身型にグリップセイフティを追加したモデルが試作され、スライドとフレームの構造を変更して強度を向上させ、銃身のロッキング機構を変更した"M1909"、グリップの角度を変更した"M1910"、M1910にマニュアルセイフティを追加したモデルが開発される。ハンマーをコックした状態でもかけられるサムセーフティが左側に備えられ、そして握った時親指と人差し指の股が当たる部分に安全装置（グリップセーフティ）があり、これをしっかり握り込まないと撃てない仕組みである。

### 制式採用

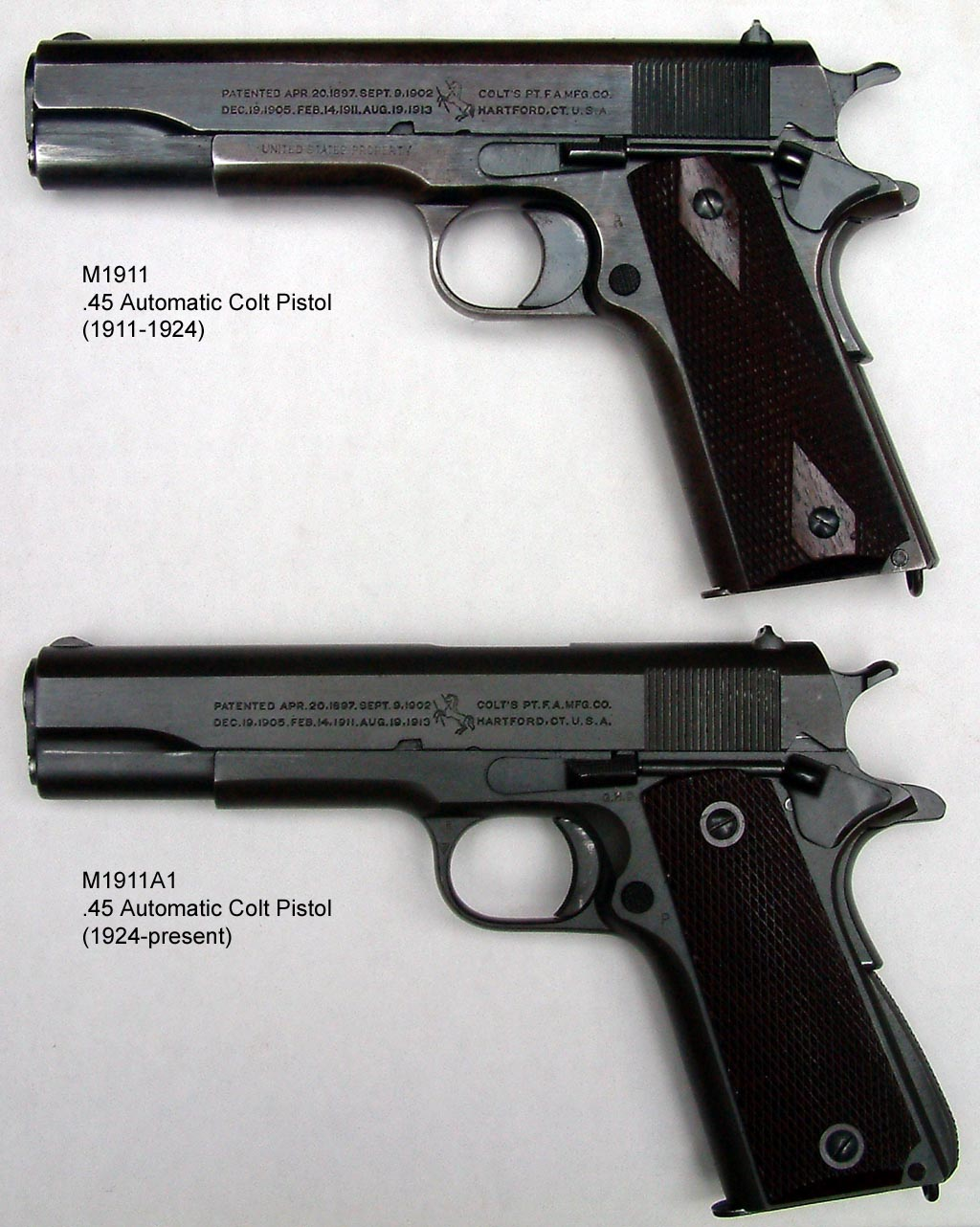
M1911とM1911A1。A1の最大の違いは引き金の引き代が狭い事

M1910にマニュアルセイフティを追加したモデルの制式名称が"M1911"となり、1911年3月29日に米軍に採用された。第一次世界大戦ではストッピング・パワーの高さと多くの状況で作動する機構で信頼された。供給が間に合わず、同じ口径のM1917リボルバーが開発され、不足分の穴埋めが行われた。
第一次大戦での実戦データから、1926年に改良型のM1911A1が開発され1927年に販売された。軍用のM1911およびM1911A1の装弾数はシングル・カラム・マガジンによる7+1発。従来型のM1911とは次の各点で見分けられる。これらは外面部分の変更にとどまったため、M1911とM1911A1の部品には互換性があった。
- トリガー長が短くなった
- トリガー後方のフレームに面取り加工が追加された
- グリップ後端下部に位置するメインスプリングハウジングが膨らんだ形状に変更
- フロントサイトがM1911の単純な円弧形状に対し、後面に直線状の斜面を追加
- リアサイト溝をU字形から角型に変更
- ハンマー指掛けを小型化
- ハンマー直下のグリップセーフティ突起を延長
- グリップパネルを平滑面が無い樹脂製に変更
- 鉄鋼部品の表面処理を青染めからリン酸塩皮膜処理に変更
- 弾倉底板のループが廃止された

グリップセーフティについては、前線で戦っている兵士が本銃を使用した際、親指と人差し指の付け根の部分がハンマーとグリップセーフティの間に挟まり怪我をしたため（ハンマーバイトという）、グリップセーフティの後端を延長するよう進言したことによるという。
第二次世界大戦中は、コルト社、スプリングフィールド造兵廠の他、レミントンランド（銃器会社のレミントン・アームズではなく、タイプライターなどで知られる印刷機器会社）、シンガー、イサカ・ライフル、ユニオン・スイッチ・アンド・シグナルなど、様々な機械系メーカーで臨時生産されていた。軍用M1911のグリップの材質は、製造メーカーや製造時期によってベークライト製のものやウォールナット製のものなどがある。M1911A1の製造数はコルト製よりもレミントンランド製の方が多い。アメリカ軍はこれ以降新規に発注を行っておらず、戦後は全て部品の入れ替えなどによる旧品の維持で対応されたが、1985年にベレッタM9が新たに制式採用となるまでアメリカ軍の制式採用銃であり続けた。一部の部隊では現在もベレッタM9ではなく、M1911ベースの.45口径拳銃を使っている。改良を加えたM1911と部品の一部を新品に交換した物が一部の特殊部隊と海軍で使用され続けている。銃の使用年数を加算すると100年を超え、一部はアメリカ軍に配備されてから90-100年以上も使用されているものもある。

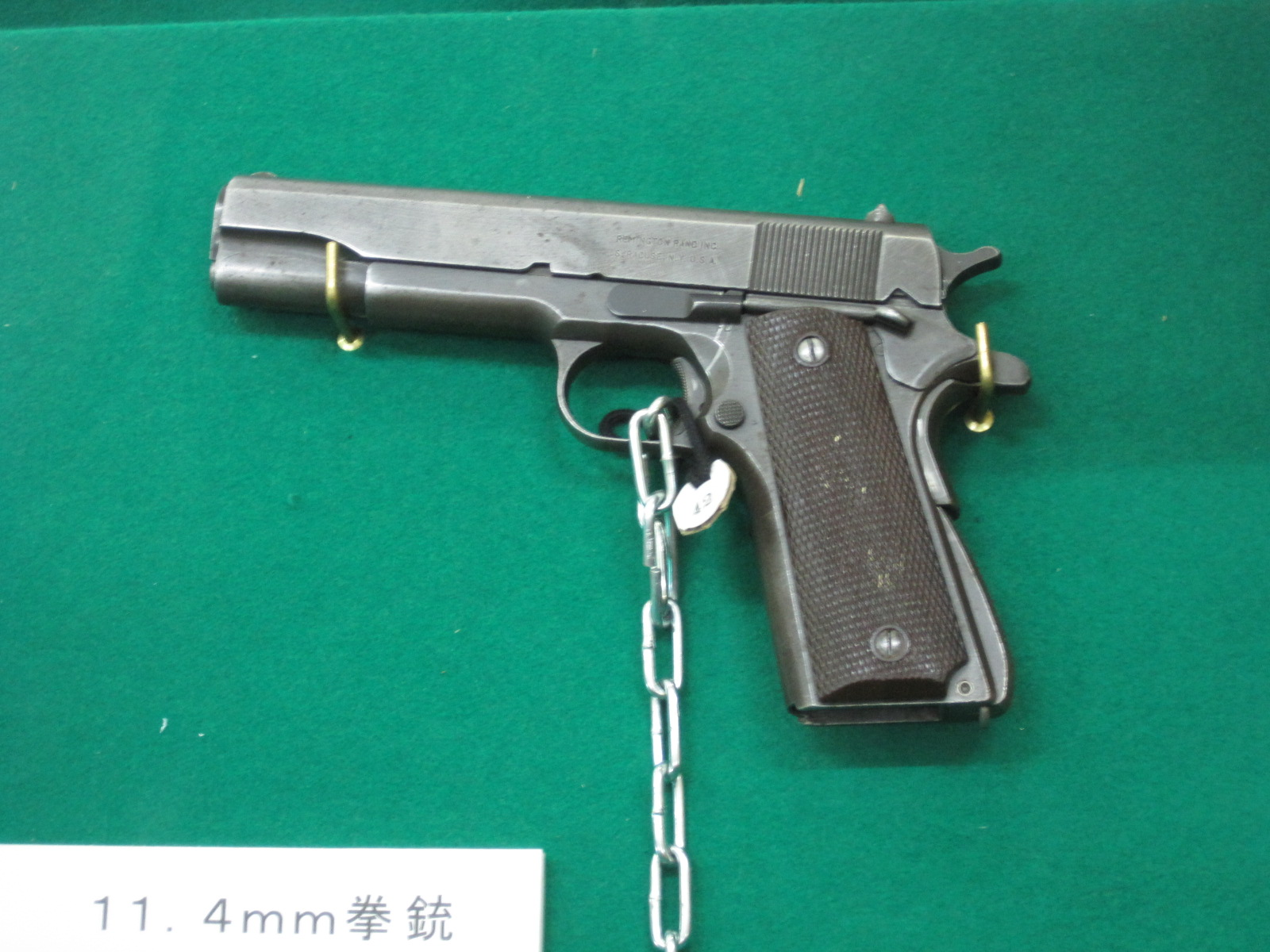
11.4mm拳銃
神町駐屯地防衛館で壁に掛けられた展示品。実銃なので落下や盗難に備えてチェーンでつながれ、弾倉も外されている。

日本では、戦後発足した自衛隊が、アメリカ軍より供与されていたM1911A1を11.4mm拳銃の名称で使用していた。供与されたM1911A1はコルト純正ではなく、大戦中に大量生産されたレミントンランド社製やシンガー社製の物が多数を占めていた。11.4mm拳銃は、主に上級指揮官、迫撃砲の砲手、戦車搭乗員に支給された。1982年にザウエル&ゾーン社のSIG SAUER P220を9mm拳銃として採用するまでの、約20-30年に渡って使用された。結果として自衛隊の拳銃は現在に至るまでも外国製が採用されており、小銃については64式7.62mm小銃や89式5.56mm小銃といった国産銃が採用されたのとは対照的である。
日本の警察にも戦後にアメリカ軍からM1917リボルバーやミリタリー&ポリス等の回転式拳銃と共に軍の余剰分が供与された。1950年に全警察官に拳銃の支給が完了した時点で、供与された拳銃の101,770丁のうちM1911は14,160丁であった。当時の日本の警察は、国家地方警察および自治体警察に分かれていたが、M1911はすべて自治体警察に配分された。後に各地で自治体警察の廃止が進むにつれて国家地方警察に移管され、1954年の警察法改正によって現在の警察制度となって以降は各都道府県警察に移管された。しかし、45口径の拳銃は当時の日本人にとっては重く反動が大きかったため好まれず、特に自動式拳銃であるM1911は、構造の複雑さからくる取り扱いの難しさや老朽化から暴発などの事故が多かった。そのため早期に退役が進み、38口径の回転式拳銃に置き換えが進められたが、普段は拳銃を携帯しない上級警察官や職種を中心に1990年代まで支給されていた。例えば1972年に起こったあさま山荘事件において長野県警機動隊がM1911A1を使用していた。

### 現在

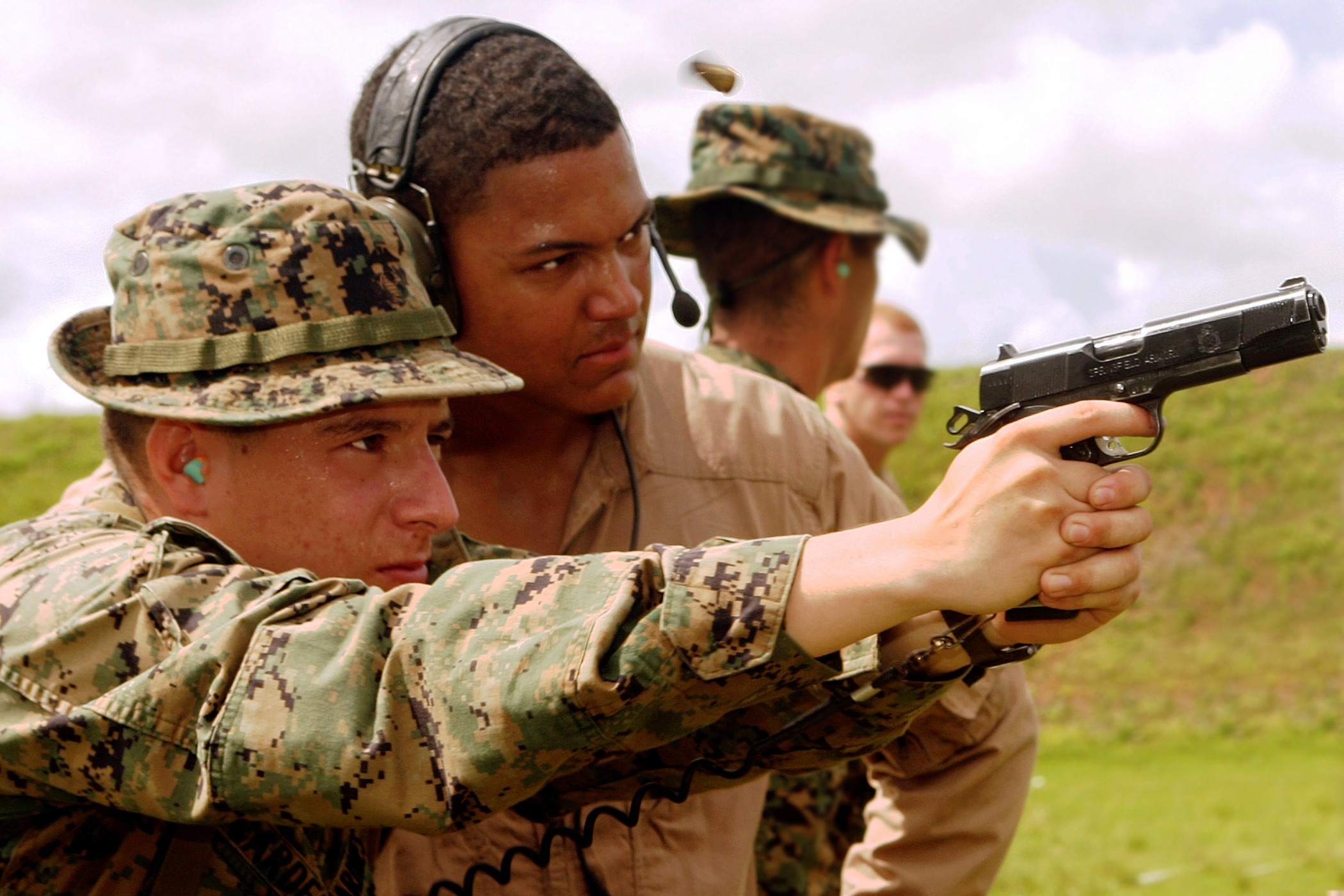
MEU ピストルの射撃訓練を行う海兵隊員

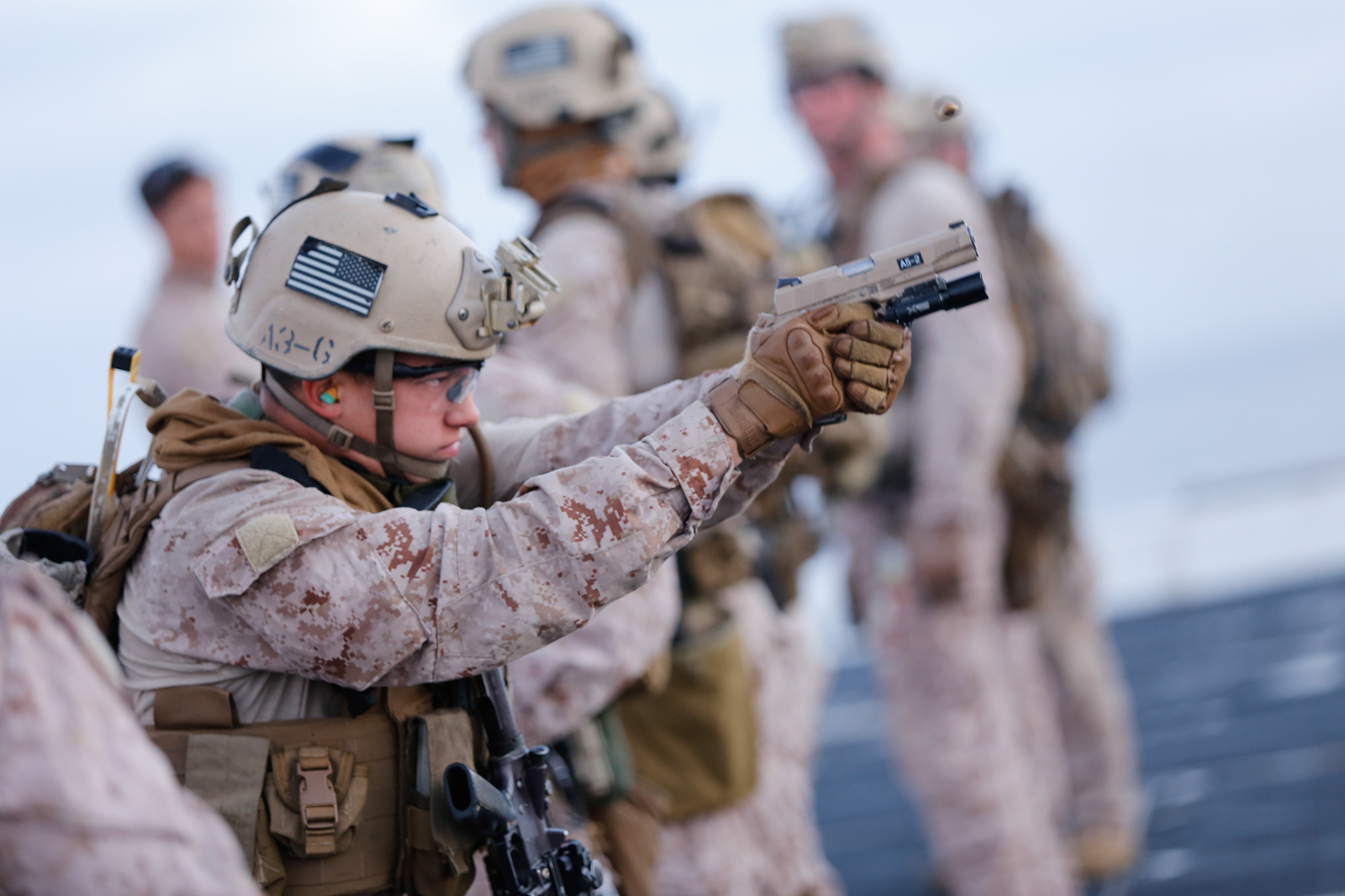
M45A1の射撃訓練を行う第11 MEUの隊員

制式を外れたあとも民間用の拳銃としての人気は高く、護身用銃・競技銃として広く用いられている。アメリカでは最も有名な拳銃であり、コルト社のパテントが失効した現在では各社からガバメントモデル、M1911ベースのカスタムガンなどが発売されている。特に競技用の銃としては、カスタムパーツが多数出ているため細かいニーズに応じられる、前時代的な金属フレームのため個人でカスタムしやすい（新素材のポリマーフレームは、専用の設備がなければ切削加工などが困難）、大量かつ長期間にわたり生産されたため、中古の個体が多く価格が安定している、銃自体に重量があるため（現代人の体格が本銃の開発・採用当時よりも向上したこともあり）体感する反動が比較的軽いなどといった理由から、カスタマイズのベースとされやすい。カスタム品の中にはグリップセーフティを敢えて外した物も存在する。競技用にはパワフルかつフラットな弾道の.38スーパーの人気が高い。IPSCのように威力でクラス分けされるような大会の高威力クラス用にリロードすると、コンペンセイターを効かせやすいという理由。ビル・ウィルソンが興した「ウィルソン社」で作られ、ロバート・レイサム、ブライアン・イーノスの二人のシューターに愛用された「ウィルソンLE」はよく知られる。
近年の小口径・多弾装化の波により一時人気が下がり、複列弾倉を採用したハイキャパシティ（ハイキャパ）と呼ばれるモデルも出現したが、アメリカが民間銃の装弾上限を10発に規制したため、再びシングルカラムモデルの人気が上がっている（しかし、時限法律であったため既に現在は失効し、一部の州を除いて装弾数制限はなくなった）。
アメリカ合衆国以外では軍用として採用されることは少なかったが、長年アメリカ軍の顔であったM1911A1は、アメリカ人にとって最も馴染み深い拳銃であり、その主力弾薬である.45ACP弾は、9mm弾などが主流となっている多くの諸外国に比べても非常に普及している。そのため、米国市場を想定した拳銃の開発において「M1911A1に近い操作系統やグリップアングルにする」「.45ACP対応モデルを作る」など、M1911シリーズを意識した方針を重要視する他社・他国の銃器メーカーは少なくない。
海兵隊遠征隊（Marine Expeditionary Unit）などのようにいまだにM1911系の拳銃を使用する軍部隊もあり、その名を冠したMEU(SOC)ピストルが納入されている。これは、モスボールされていたM1911A1のフレームに、スプリングフィールド・アーモリーやキャスピアンのスライドを載せ、新規のパーツで組み立てたものである。2012年からはMEUSOCピストルの更に後継として、やはりコルト社製のM45A1 CQBP（Close Quarters Battle Pistol―接近戦用拳銃）が採用されている。これは現代の拳銃に相応しく、左右どちらの手でも撃てるようにアンビセフティになっているなど古品の再生ではなく完全に新規で製造されたものであり、M1911シリーズが再び正式に採用されることとなった。コルト社のCEOは「101年の時を越えて米軍に再び1911ピストルが導入されるのは何よりも優秀な証拠である」と発表している。

## 代表的なバリエーション

### コルト社製

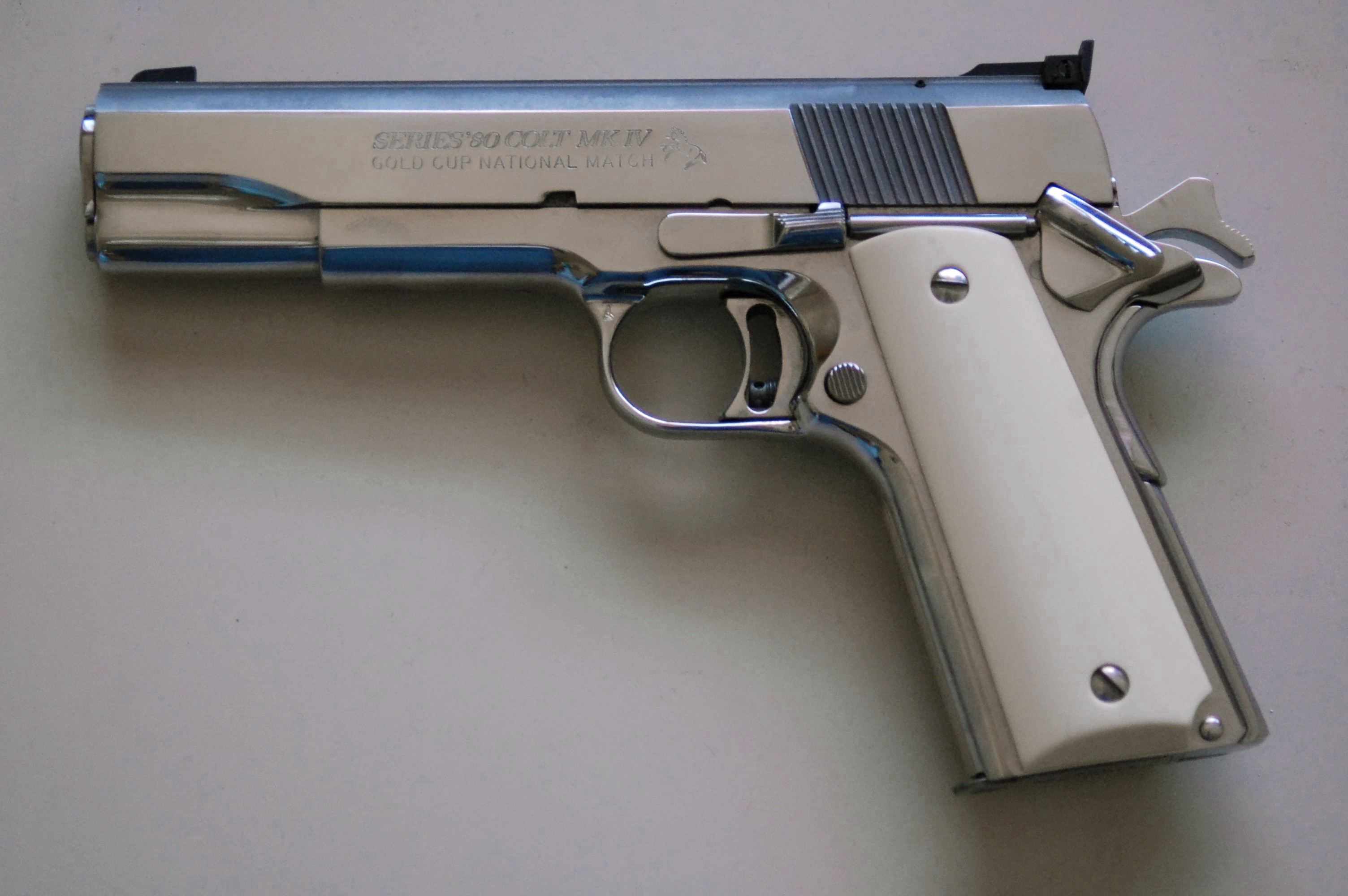
コルト・ゴールドカップナショナルマッチ

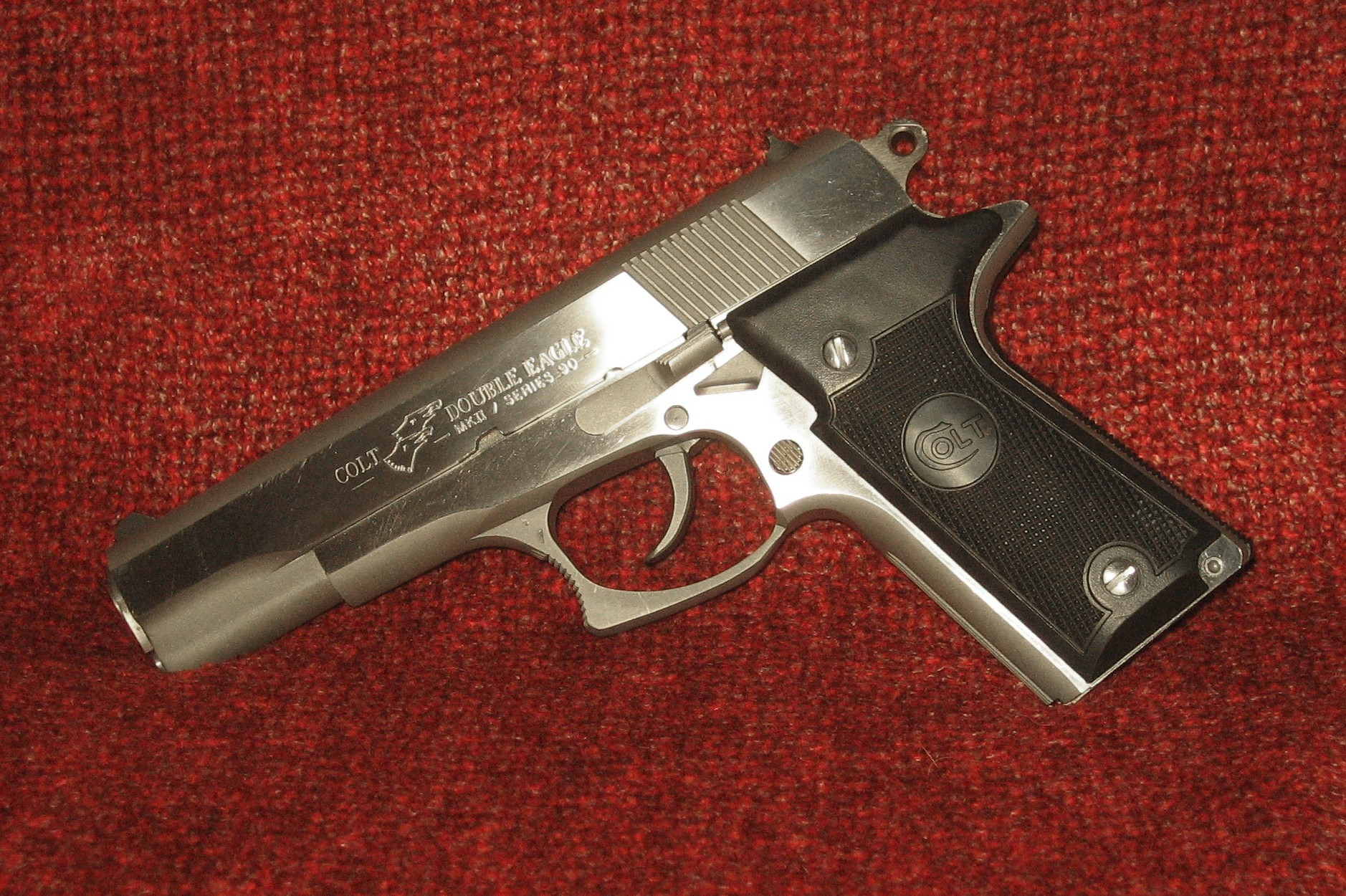
コルト・ダブルイーグル

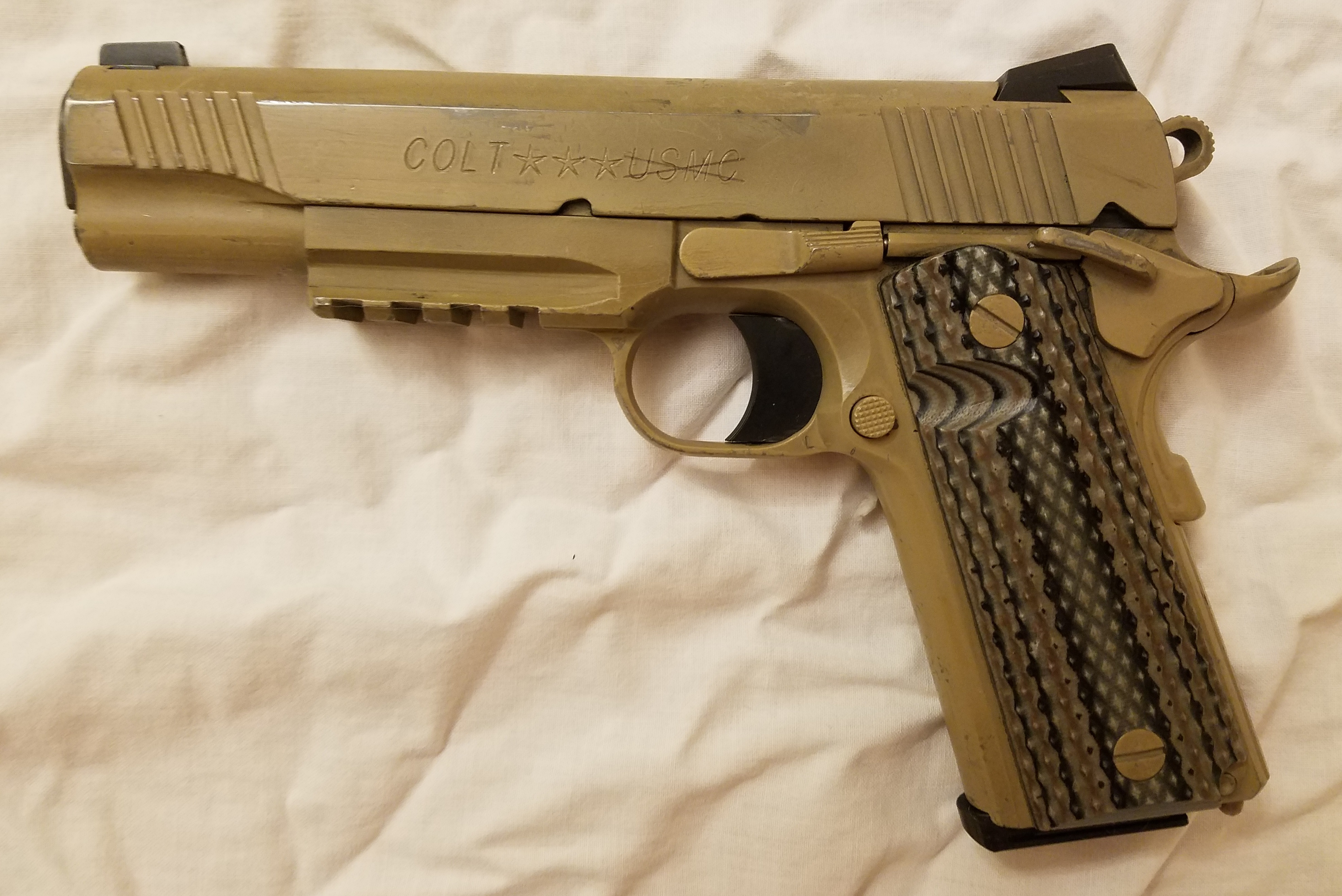
M45A1 CQBP

シビリアンモデル（民間販売型）
コルト社の民間販売モデルは、基本的にガバメントモデル、コマンダーモデル、ナショナルマッチモデルの3種類である。
ガバメントモデルは、基本的に軍用モデルと同仕様。
コマンダーモデルは、銃身およびスライドを4.3インチに短縮し、ダストカバーおよびグリップセーフティの先端部も短くされている。撃鉄は角型からリング型に改められ、携帯の際に衣服に引っかからないよう工夫された。
ナショナルマッチモデルは標的射撃競技仕様で、特に精度の高い銃身が組み込まれ、他の部品の組み立て精度が高い。第二次世界大戦前のモデルは外見的には刻印以外はガバメントモデルと同一仕様であったが、戦後モデルになると、コルト社純正の可動照準器であるアクロサイトが装着された。
コルトMk.IV SERIES 70/SERIES 80
純正の民間用M1911で、現行モデルはMk.IV（マーク4）シリーズ80型である。戦後には安全対策などを目的に数回のモデルチェンジが行われており、1970年-1983年まではMk.IV（マーク4）シリーズ70、1983年からはMk.IV（マーク4）シリーズ80が護身用・競技用それぞれのモデルで販売されている。
Mk.IV（マーク4）シリーズ80には、当時の主流となっていた「オートマチックファイアリングピンブロック」（AFPB）と呼ばれるインターナルセーフティが新機軸として組み込まれ、マニュアルセーフティ、グリップセーフティに加えて3重の安全装置を有することになった。これは、トリガーのリリースに伴い作動する方式であるため、以前の型と比較してトリガーにかかるテンションが大きくなり、繊細な操作を要求される保守派の競技射手からは不評を買った。このため、競技銃に改修されるベースガンとして、中古となったシリーズ70の人気が上昇してプレミア価格がつく事態が起きた。そのため、一部の社外品M1911クローンでは、AFPBの解除をトリガーではなく、グリップセーフティと連動させている。
また、改良によって大型化したフロントサイトであるが、コルト製のものはステーキ・オンと呼ばれる取り付け方法（スライドに穴を開けて差込み、かしめる）が以前と変わっていないため、射撃時の反動・衝撃で吹き飛び、紛失する現象がしばしば生じる（もちろん、社外品や別メーカー品では取り付け方法を変更して対策している物が多い）。装弾数は8発に増えている。
なお、現在でも復刻版のSERIES 70がM1991A1などと並行して販売されている。
コルト ゴールドカップナショナルマッチ
戦前からある射撃競技仕様のナショナルマッチモデルがSERIES 70以降、ゴールドカップモデルとなった。
主な外見上の仕様は、リブ付のスライドカバーにイライアスン可動リアサイトとパートリッジ型のフロントサイトが装着され、引き代が調整できるワイドサイズのトリガー、ストレート型のメインスプリングハウジングが標準装備、グリップ部前面には7本のグルーブ（滑り止めの溝）が彫り込まれている。内部機構としては、高い精度の銃身が組み込まれ、各部品の組合せ精度も熟練工の手により、高精度で組み上げられている。また、トリガーとシアの間にディプレッサーが組み込まれ、標的射撃に向いたトリガープルを持つ。コルト・パイソンに並んで、コルト社最高級モデルである。
これは、映画『コブラ』でシルヴェスター・スタローン演じるコブレッティ刑事が、白いグリップにコブラの紋章を入れてカスタムしていた銃でもある。
コルトM1991A1
名称からも分かる通り、コルト社が1991年に発売したモデルで、黒いプラスチックグリップが標準装備されている。フロントサイトとリアサイトが変更され、ハンマー（撃鉄）がスパーハンマーとなり、そして、ファイアリングピンブロックセーフティが搭載されて暴発の危険性が極めて少なくなった。トリガーやハウジングがプラスチック製に変更されている。ラインナップには3.5インチ銃身（オフィサーズモデル）や4.25インチ銃身（コマンダーモデル）のコンパクトモデルも存在している。
コルトM1991A1コンパクト
コルトM1991A1の短縮型。銃身の長さは3.5インチ、装弾数は6+1。
現在、3.5インチ銃身のオフィサーズ系モデルは廃盤となっている。
コルト コンバットコマンダー
1971年に護身用として発表されたM1911の短縮型（4.3インチ銃身）である。原型となったコマンダーモデル（1949年に登場）ではアルミ合金が使われていたが、耐久性に難があり、スチール材に変更された。「コマンダー」とは指揮官のことで、その名称からも分かる通り元々は高級将校向けに設計された。
コルト オフィサーズ/ディフェンダー
コンバットコマンダーを更に短縮したモデルで、最初に発売されたのは3.5インチ銃身を持つ「オフィサーズ」である。1996年からは銃身の長さが更に0.5インチ縮められ3インチとなった「ディフェンダー」が発売された。
現在はディフェンダーと並行して「ニューエージェント」という3インチ銃身のモデルもラインナップされている。
デトニクス社が「コンバットマスター」というそっくりなモデルを製造しており、日本ではこれが「コルト・デトニクス」と間違って呼ばれることがある。
M15ジェネラル・オフィサーズ
1972年にアメリカ軍の将官用モデルとして制式採用されたモデル。スライドは「オフィサーズ」の3.5インチ銃身、フレームがフルサイズ。
コルト・ダブルイーグル
1991年に登場したM1911のダブルアクションモデル。
シングルアクションの既存フレームを流用し、無理矢理ダブルアクションメカニズムを組み込んだ感があり、機構の一部をグリップパネルで固定するなど不完全さが残るモデル。「ダブルイーグルオフィサーズ」という短縮型も発売された。しかし、FN ブローニング・ハイパワーのダブルアクションモデルである「ハイパワーDA」と同様、商業的には成功しなかった。
コルト・ソーコム・プロト（コルトM1911A2）
アメリカ特殊作戦軍（SOCOM、ソーコム）の依頼を受けて作られた試作銃。
コルト・ダブルイーグルをベースに、ロータリーロックバレル、装弾数12発に延長されたマガジンハウジング（グリップ）、左右両側についたマニュアルセーフティ、レーザーサイトなどが装着可能な着脱式のダストカバーマウント、ワンタッチ着脱式ナイツ社製消音器が特徴。ヘッケラー&コッホ社が開発したMARK 23と競合して敗れた。

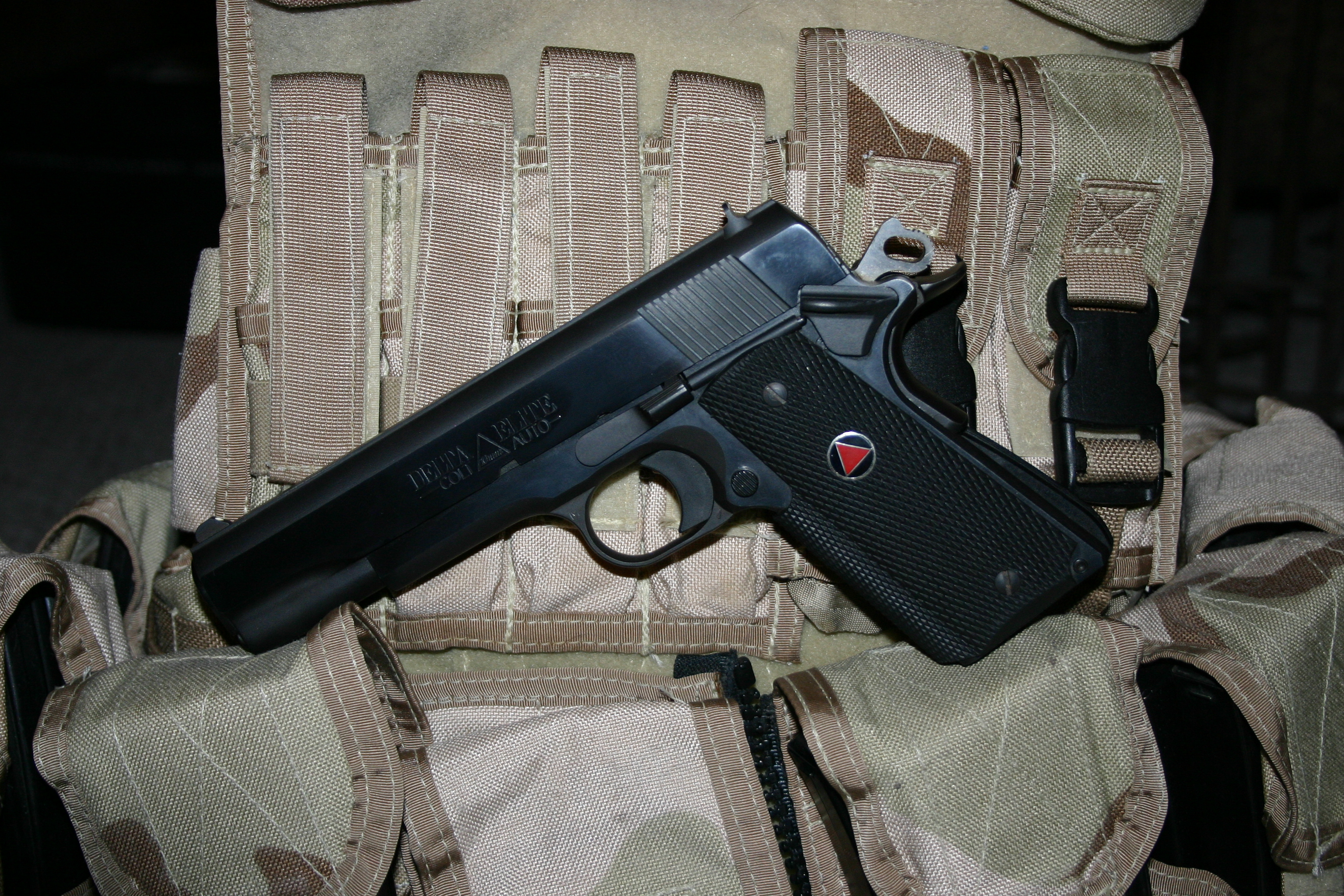
コルト・デルタエリート
1987年に新口径として10mmオート口径の本モデルが発売された。マグナム弾並みの高圧弾薬であったためにリコイルスプリングを二重に強化し、スプリングガイドに樹脂製バッファーを装備した。それでもM1911のフレームでは耐えられずに破損事故が相次ぎ、短期間で製造中止となった。現在の情報ではコルト社は本銃の再生産を決定しており、幾つかの仕様変更を加えているものの、基本的な形態は変化させていないようである。改良後は、左側スライドレールの破損しやすかった部分が切り取られ、スライドレールが前後に二分割された形状となった。
ラバーグリップを標準装備しデルタマークのメダリオンが付属しており、他の.45口径との差別化を図った。ハンマーもリングハンマーに変わるなど時代に合わせた仕様になっていた。「デルタエリート」と称するが、米陸軍のデルタフォースをイメージしただけの名称に過ぎず、無関係である。
コルト380ガバメント
.380ACP弾を使用する。「.380オート」と呼ばれることもあるが、コルト.32オートやコルト.25オートとは全く別の銃で、M1911のスケールダウンモデルである。
M1911の現行モデルにも.38口径は存在するが、.380ACPとは異なる.38スーパーを使い、フルサイズのフレームを使う別モデルである。
M1911と同系統でありながら小型軽量で携行性が高いためにアメリカでは護身用として人気があり、短銃身と装弾数を減らして更にサイズを小型化した「マスタング」モデルはコンシール（秘匿）キャリー向けというジャンルの先駆けとなった。ストレートブローバックでも問題なく撃てる.380ACPを使用しながらショートリコイル機構を持つため、リコイルスプリングが弱く（手動でのスライド後退がしやすく）なっている。
現在は唯一「.380マスタング ポケットライト」という「マスタング」モデルの改良型が販売されているのが確認できる。
M45A1 CQBP
下記のM45 MEU（SOC）の後継としてアメリカ海兵隊のアメリカ海兵隊特殊作戦コマンド（MARSOC、マーソック）の要求で製造されたモデル
コルトのレールガンをベースとしてフレームには新たにM1913 ピカティニー・レールを搭載しており、光学機器（フラッシュライト）の搭載が可能。グリップはG10素材でできており、照準器はトリジコン製のノバック3ドットナイトサイトである。海兵隊向きの拳銃であるが、民間にもM1070 CQBPとして販売されている。

### コルト社以外の米国製のガバメントモデル

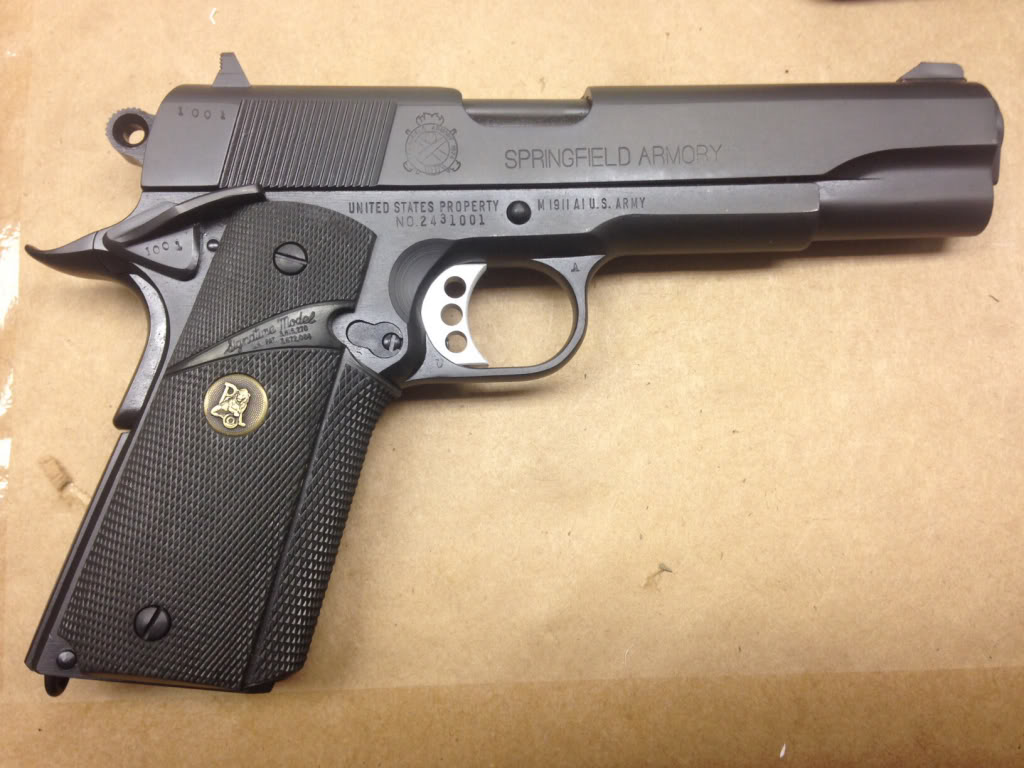
M1911A1 MEU PISTOL　元祖M1911と異なり右側にもサムセフティがあり、左手で保持した状態でも操作できるアンビセーフティを装備

製品特許が1986年に保護期限切れで失効して以後、各社がこぞってガバメントモデルを製作している。スミス&ウェッソン、スプリングフィールド・アーモリー、ウィルソンなどが代表的なメーカーである。STIとSV、パラ・オードナンスは、多弾装モデルで有名なメーカーで、キンバー社製のものはロサンゼルス市警察SWATに採用されたことでも知られる。ちなみに、本国アメリカでは一般的に、ガバメントモデルのコピーモデルを「ナインティーン・イレブン（1911）」と呼ぶ。
AMT オートマグシリーズ
AMT社が44オートマグの後継機種として発売した自動拳銃のシリーズ。初代オートマグはガバメントとは全く無関係な銃であるが、オートマグII以降はガバメントを基本としている。詳細はリンク先を参照。
AMTハードボーラー
AMT社製のガバメントモデルで、ガバメントモデル初の全ステンレス製モデル。アメリカにおける狩猟・競技向けに開発された。
特に7インチ銃身のロングスライド型は、映画『ターミネーター』でアーノルド・シュワルツェネッガー演ずるT-800が使用し、宣伝ポスターにも写ったことで有名になった。10mmオート弾を使用するものは「ジャベリナ」と呼ばれる。
LAR グリズリー
LAR社製のガバメントモデル。「拡大されたガバメントモデル」と呼べる外観を持ち、.45ウィンチェスターマグナム弾をはじめとした各種の強力なマグナム弾を使用する。その反動を軽減するためにコンペンセイターが装備されているものもあり、銃身長のバリエーションとしては5インチと6.5インチと10インチがある。
STI 2011
STI（Science Technology Ingenuity）社製のガバメントモデル。
世界スピード射撃選手権者のチップ・マコーミックと共同開発した、スチール製レシーバーとポリマー製グリップを一体化させ、軽量化と高強度性を合わせ持つ、多弾倉フレーム「2011」を搭載する。このフレームは、他社の多くが鋳造フレームを使用していたのに対して、CAD-CAMを駆使した鍛造鋼素材をNC加工する高精度工法で製作されている。他にはスケルトンハンマー、肉抜きされた軽量トリガー、ビーバーテイル・グリップセーフティ、アンビデクストラウス・サムセーフティ、グリップエンド部にマガジンウェル等を備える。現在では、使用用途別のサイズ・口径別の様々なバリエーションがありそれぞれで名前が違う。（イーグル、エッジ、タクティカル、エグゼクティブ、パーフェクト10、GM、ホーク、マッチマスター、トータルエクリプス、レジェンド、TruBor、アペリオ、スチールマスター、VIP等がある）STI社のOEM供給を受けて同型のフレームを持つ銃でストレイヤー・ヴォイト、バースト・プレシジョンがある。
S&W M945
S&W社のカスタム部門であるパフォーマンスセンター製のガバメントベースのオリジナルモデル。スライドには同社製M4506のスライドを改造したものを流用し、下半分はコルト社製ガバメントモデルの基本設計をコピーして製造された。鱗状のセレーションが特徴的。
S&W SW1911
S&W社製のガバメントモデル。元々コルト社製以外の1911型ピストルのスライドおよびフレームの鍛造素材の供給元であったS&W社が完成品として製造しているモデル。強度的問題や調整が難しい内蔵エキストラクターを外装式に改め、グリップセーフティで解除するファイアリングピンブロックを内蔵するなど、近代的にリデザインされた特徴を持つ。
ウィルソンM1996A2 CQB
ウィルソン社製のガバメントモデル。スリット入りのスライドとロングセーフティを持ち、トリガーにはアジャスタブルの軽量パーツを採用している。主に公安関係者向けに販売されているようであるが、その価格はベレッタ92（1丁700ドル）の3倍以上という破格の値段である。
スプリングフィールド・FBIスペシャル・ビューローモデル
FBIがSWAT用に1996年に正式採用したカスタムモデル。
1994年のトライアルではダブルカラムのハイキャパシティーが求められ、パラ・オードナンス製フレームを装備したレスベアーカスタムが正式採用された。しかし、所定の納期に必要数量が納入されず、かつマガジンのフィーディングトラブルが頻発したために発注がキャンセルされ、改めてシングルカラムでのトライアルが行われ、このモデルが採用された。
主な特徴は、フレームのグリップ前面にチェッカリング加工、アンビセーフティとマグウェル一体型のメインスプリングハウジング、トリチウム入りノバックサイトである。この市販型であるプロフェッショナルモデルを米海兵隊がカスタムベースに使用したり、このトライアルの結果で、小規模カスタムメーカーであったスプリングフィールド・アーモリー社の製造するガバメントモデルのクオリティの高さが証明された。
FBI向けとは言うものの市販もされているが、2,500ドル（ベレッタ92FSが平均500ドル）と、破格の値段である。
スプリングフィールド・オメガ
1987年に登場した、スプリングフィールド・アーモリー製のターゲット・シューティング・モデル。
直方体型の薬室が排莢口に噛み合わされるSIG式のロッキング機構と、左右に設けられたエキストラクターを特徴とする、ペーター・シュタール製5インチ、もしくは6インチのスライド・ユニットにマグナ・ポートを追加工し、自社製のフレームに組み合わせたモデルである。.45ACP弾を使用するものの他に10mmオート弾を使用するものと.38スーパー弾を使用するものが発売されたほか、ペーター・シュタールからも9ミリパラベラム用や.40S&W用などのコンバージョン・キットが用意されていた。左右に設けられたエキストラクターは、これら各口径への換装をユーザーが簡易に行えることを狙ったものでもあった。10mmオート弾モデルは大手トイガンメーカーである東京マルイが「オメガ10mmオート」の名称でエアソフトガンを販売しているため、日本でもわずかながら知名度がある。
なお、スプリングフィールド・アーモリーは、1991年にペーター・シュタール製スライド・ユニットのSIG式ロッキング機構を自社製品にコピーし、「リンクレス10mm」として発売した。しかし、これが原因でペーター・シュタールとの関係が悪化し、パテント関係で告訴されてリンクレス10mmは発売中止になるとともに、オメガ用のパーツ供給も途絶えることとなった。そのため、オメガは1992年で発売中止となり、以降のアフターサービスも行われなかった。
M1911A1 MEU PISTOL
アメリカ海兵隊専用モデルであり、正式名称は「PISTOL, CALBER .45, MEU（SOC）」（MEU=Marine Expedition Unit、海兵遠征隊）。
アメリカ軍の正式拳銃がM1911A1からM9に更新された際、海兵隊独自の特殊作戦部隊であるMEU（SOC）は、M1911A1型の継続装備を決定した。そのため、更新処分される1945年以前に生産・納入されたM1911A1の中から状態の良いフレームを抽出し、フレーム以外のほぼ全てのパーツを新規購入して海兵隊の工廠で組み立てたモデルである。この背景には、新規武器を調達するためには議会の承認を得る必要があり簡単に購入できないということで、銃本体（=フレーム）の修理部品の調達という名分で購入する必要があったという事情がある。
主な特徴として、固定のハイマウントサイト、アンビセーフティ、ビーバーテイル形グリップセーフティ、パックマイヤー社製ラバーグリップなどが搭載されている。市販はされていない官給品の改造モデルゆえ時期によりさまざまな仕様があるが、スプリングフィールド・アーモリー製スライドを使用しているのが確認されている。
海兵隊は実戦・訓練による消耗が激しいため、その後は供給不足を補うために次期正式拳銃の採用トライアルまでのつなぎという名目で、新規購入したスプリングフィールド・アーモリー製プロフェッショナルモデルをベースに、同様のカスタムを施したモデルを暫定調達している。
後継が前述のコルトM45A1 CQBP。
キンバー ICQB/ウォーリア
キンバー社製1911拳銃
アメリカ海兵隊特殊作戦コマンド向けに設計されたモデル。基本はM45 MEU(SOC)に類似しているが、フラッシュライト取り付けの為に、フレームにレールを搭載している。
また民間向けにウォーリアとして販売されている。
キンバー イージス
キンバー社製小型1911拳銃。
使用弾は主に.45ACP。装弾数は7+1発と少ないが、構造がやや簡単であるために故障は少ない方である。 フレームがアルミニウム製ゆえに軽量で、さらにグリップも細くなっているので、隠匿携帯に向いている。
デトニクス 9-11-01
デトニクス社製のガバメントモデル
本家M1911とサイズは同じ大きさ、スライド後端のスロープが特徴的。相違点は、スライド後端のスロープとバレルがスライドからはみ出した点である。これを小型化したのがデトニクス・コンバットマスターである。
デトニクス・コンバットマスター
デトニクス社製のガバメントモデルで、小型ガバメントモデルの元祖でもある。しかし、ただ小型化しただけではなくいくつかの改良も加えられており、部品も本家コルト・ガバメントモデルとできる限り互換性を持たせてある。隠し持つのに丁度良い大きさであるため、アメリカの私服警察官などに使用された。
ハンマーを素早く手で起こすために設けられた、スライド後端のスロープが特徴的。そのデザインから、日本ではコルト社製ガバメントモデルの短縮型と勘違いされ、「コルト・デトニクス」などと呼ばれることもあるが、コルト社製ではないのでこれは誤りである（コルト純正のそれは「ディフェンダー」と「オフィサーズ」）。
クーナン .357マグナム オートマチック
アメリカのクーナン社が開発した.357マグナム弾を使うモデルである。マグナム弾を使用するため、威力は強力で、グリップの幅が広くなっている。長らく製造中止になっていた時期がある。

### 米国以外のガバメントモデル

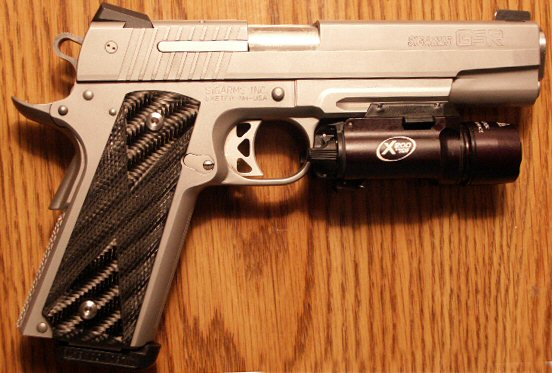
SIG GSR

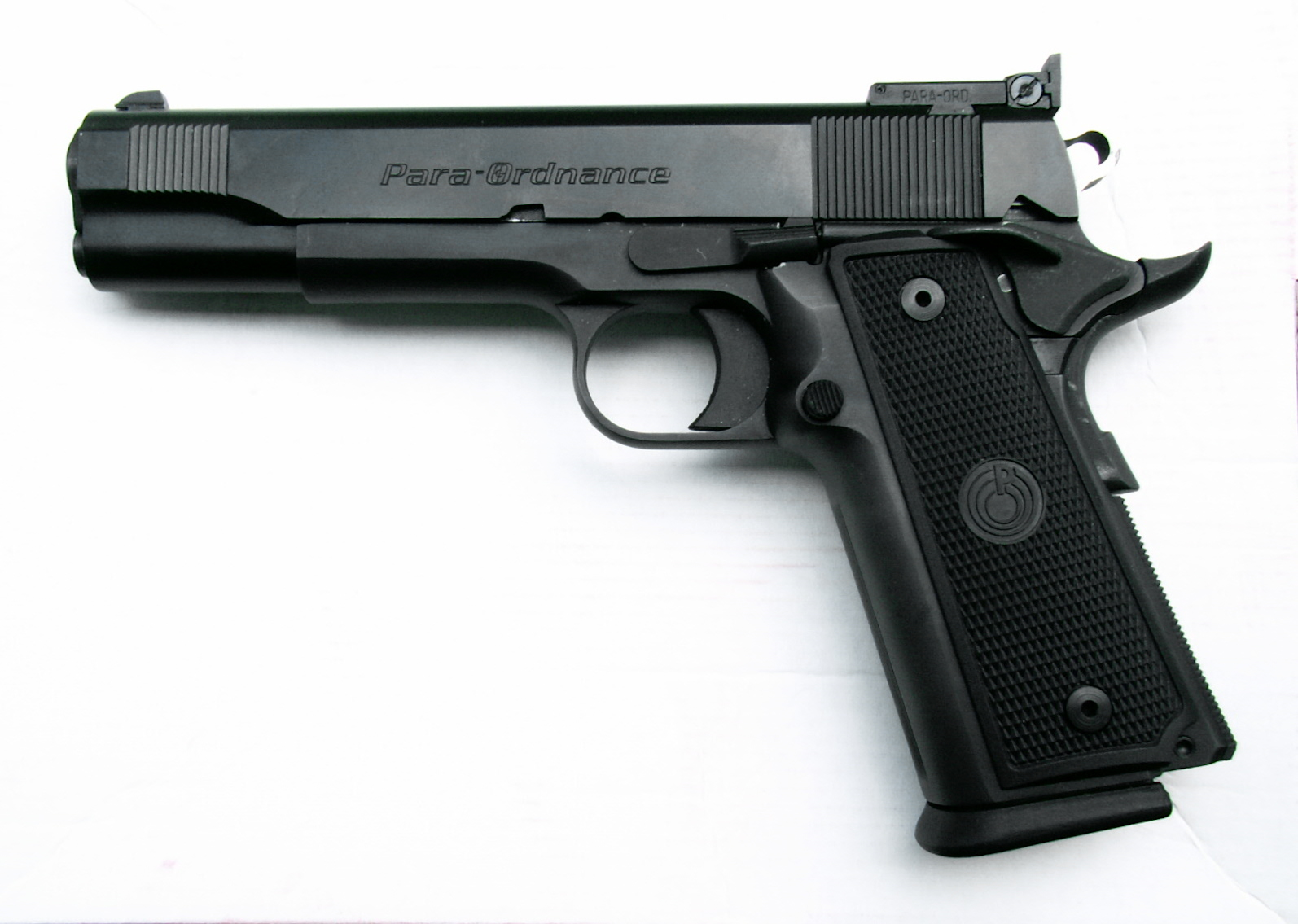
パラ・オードナンス
カナダのオンタリオ州スカボロウにあるパラ・オードナンス社が製造するガバメントモデル。ハイキャパシティ（多弾数。純正M1911は7発だが本銃は最大で18発）ガバメントモデルの先駆である。
スチール製フレームを使用する。製品名には「1911」や「Pシリーズ」などがある。パラ・オードナンス社が製造するガバメントモデルは本家コルトと違い、使用弾は.45ACP弾以外に9x19mmパラベラム弾と.40S&W弾がある。マガジンにもシングルカラム式とダブルカラム式がある。大きさには、通常のものとデトニクス・コンバットマスターぐらいのコンパクトなものがある。作動方法にもシングルアクションとダブルアクションがある。
デザインは、純正コルトのものとパラ・オードナンス社のオリジナルがある。
SIG SAUER GSR
SIG SAUER社製のガバメントモデル。GSRは「Granite Series Rail」の略（SIG SAUER社のアメリカ拠点であるニューハンプシャー州にちなんだ名称・アメリカ生産）。最終組み立て工程はガンスミスの手で仕上げられており、工場生産品でありながら、カスタム銃並みのクオリティを持つ。
スライド・フレームは鍛造素材を使用しているので、重量はオリジナル・ガバより重い。フレーム・グリップセーフティはキャスピアン製を使用するなど、アフターマーケット（市場流通後）のパーツが多用されている。SIG SAUER P226とガバメントモデルを足して2で割ったようなデザインのスライドが特徴的。
2006年からは自社製フレームを使用した第2世代となり、アンダーレールのないフレームのモデルをはじめ、コマンダーサイズなど一気にバリエーションを拡大している。レールのないモデルを加えたため、GSRのRが「Revolution」の略に変更されている。
SIG SAUER P238
SIG SAUER社製のコルト380ガバメント（マスタング）を再設計したモデル。
GSRのコンパクト版といったような趣があるが、GSRとは違った特徴も多くみられる。SIG SAUER P226のようなデザインのスライドが特徴的。2009年2月に発売された。使用弾は.380ACP弾、グリップは独自のデザインなど、フレーム以外にベースとなった銃の面影はあまり見られないが、作動方式にショートリコイルを採用している点やスライドにもセイフティーのためのくぼみがない点、コルト380ガバメントとは違いバレルブッシングの無い構造などは、ベースとなった「マスタング」と同様である。

BUL M5
イスラエルのBUL　LTD.が開発した多弾倉フレームのガバクローン。フレームがプラスチック製である。アメリカではキンバー社がBP Ten IIとして販売している。
トーラス M1911
ブラジルのトーラス（タウルス）社がライセンス生産する1911。使用弾は.45ACP弾以外に9x19mmパラベラム弾と.38ACP弾がある。
コングスベルグ・コルト
ノルウェー軍が制式名M1914として採用し、ノルウェーのコングスベルグ兵器廠（現：コングスベルグ・ディフェンス&エアロスペース）がライセンス生産していたM1911。スライドストップなど細部に改修が加えられている。
ラーマ
スペインのガビロンド・イ・シア社(Gabilondo y Cia SA）が製作した縮小コピーモデル。形はM1911A1そっくりだが、ふた回り小型で『ピストルと銃の図鑑』（池田書店・共著：小林良夫・関野邦夫）68頁によると、「.45ACP弾を使うオリジナルよりも小型軽量で反動が小さく、販売当時は愛好者が多かった」らしい。.38ACP弾、.32ACP弾、.22LR弾などを使う各種バージョンがある。コルト社のパテント切れ以前に製作された。1973年、日本のモデルガンメーカーCMCで遊戯銃が発売されたこともある。
縮小ではなくクローンモデルとして、ラーマIXという銃もある。
ノリンコ製M1911A1
中国の中国北方工業公司が製造したコピー。複列弾倉化したNP-30、9x19mmパラベラム弾を使用するNP-29、.38ACP弾を使用するM1911A1Cなど、多くの派生型がある。

### その他

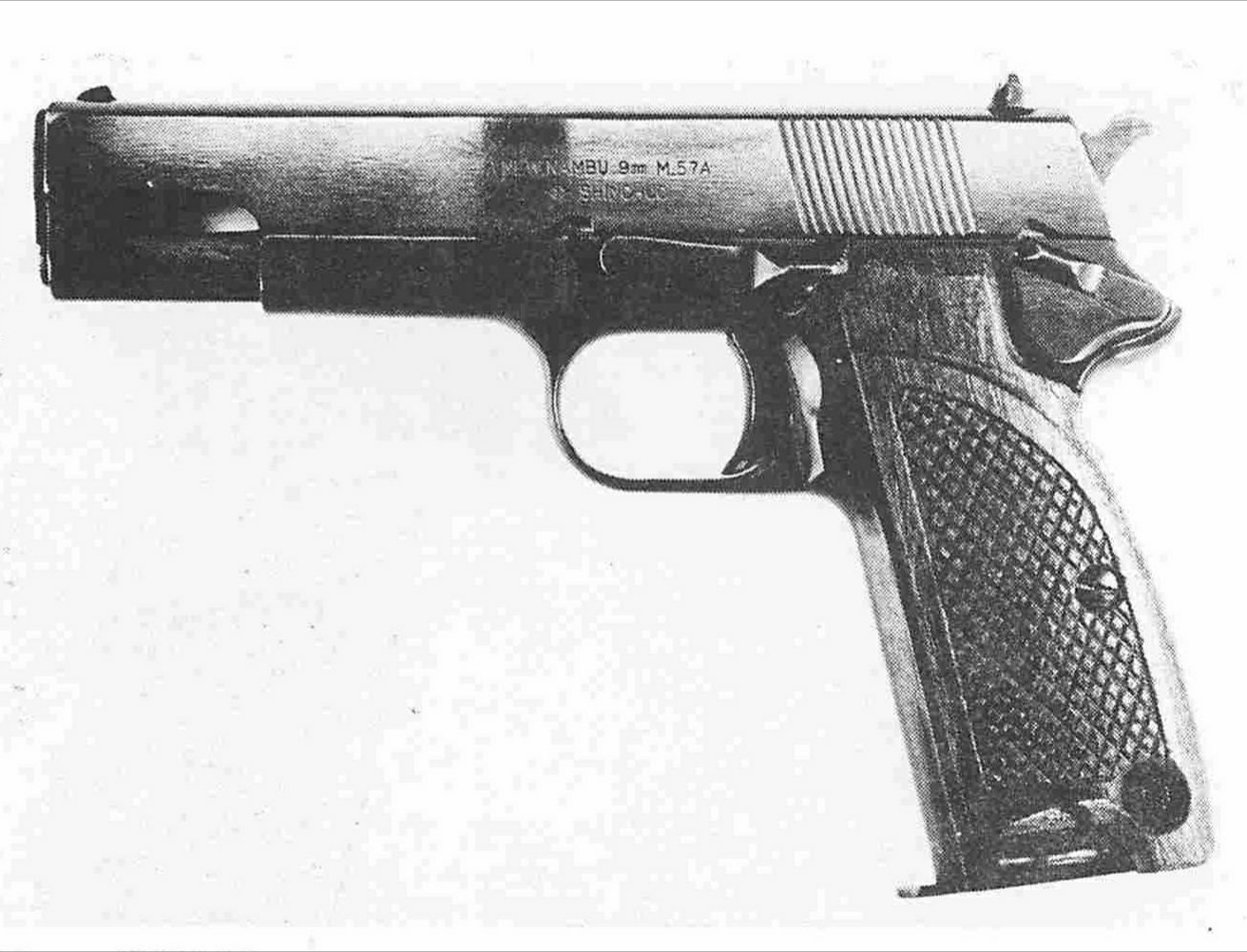
M57A

センチメーターマスター
南アフリカ出身のポール・リーベンバーグによってカスタム製作された競技用モデル。名称は、口径が1cm（10mmオート使用）な事に由来する。
ステンレス製のスライド・フレーム、10mmオート弾の反動を抑えるためのコンペンセイターが特徴である。反動を抑えるため、サムセーフティに親指を乗せハイグリップポジションを取る射手の手をスライドやハンマーの動きから守るために独自の改良が施されているほか、ガバメントモデルの中では当初から競技用として開発されているモデルでもある。
リーベンバーグはコルト製ベースで製作したが、後にスプリングフィールド・アーモリーも自社製ベースで生産している。日本では青島文化教材社や東京マルイなどが遊戯銃としてモデルアップしている。
スター・モデルM
スペインのスター社がスペイン国境警備隊向けに開発したマシンピストル。一見、外観は1911にそっくりだがスライド右側にセレクターが追加されたほか、グリップセーフティが省略されている。
モーゼルC96に似たホルスター兼用の木製ショルダーストックも付属したモデルMD、セミオートモデルのモデルBも存在する。
1970年代ごろはM1911をプロップガンとして使う際に実用的な45口径空砲が存在しなかったため、9mm空砲を装填できるモデルBが代用として用いられていた。
オブレゴン・ピストル
メキシコの機械技師アレハンドロ・オブレゴンが設計した自動拳銃。M1911と同じ.45ACP弾を使用し、全体的なサイズや重量、レイアウトも類似しているが、ステアーM1912に類似したロータリーバレル式ショートリコイルが用いられているなど内部機構には差異も多い。
バジェステル＝モリナ
アルゼンチンのHAFDASAが製造している自動拳銃。同国で軍・警察に採用されていたコルトM1927（ライセンス生産型M1911）を、安価に代替する目的で開発された。その目的から、デザインは既存のM1927と類似したものとなった。弾倉、リコイル用のスプリング、銃身、バレル・ブッシングは互換性があった。
ラドムVIS wz1935
1930年代にポーランドのラドム造兵廠で製造され、ポーランド軍に採用された9mm口径の自動拳銃。この銃も基本構成はM1911のレイアウトを踏襲している。
トカレフTT-33
ソビエト連邦をはじめとした共産圏の元制式拳銃。日本でも暴力団の発砲事件などに多く使用されるため、悪い意味で有名である。外観はコルトM1903がもとになったが、発射機構はM1911のコピーである。
アーセナルファイアーアームズ AF2011-A1
イタリアで設計され、ロシアのアーセナルファイアーアームズが商品化した水平左右二連拳銃。ベースはM1911で、外観はM1911を二挺くっつけたような外観である。2012年9月から発売するとのこと。
新中央工業 ニューナンブM57A/A1
新中央工業（現  ミネベア大森工場）が、自衛隊で運用されていたM1911A1（11.4mm拳銃）の更新を目的として開発した9mm口径の自動拳銃。作動機構はM1911A1を模倣したものである。M57AのデザインはM1911A1と似通っているが、改良後のM57A1はセーフティレバーの位置がスライド側に変更され、スライド前方やフレーム下部が独特な形状となっているなど、M1911A1とは外見が大きく異なっている。M57A1は自衛隊のトライアルにも提出されたが、当時の防衛庁は本銃ではなくSIG SAUER P220を制式拳銃（9mm拳銃）に選定した為、実際には配備されなかった。

上記の他にも、トンプソンの製造元であるアメリカのオートオードナンス社や、米軍からM1911を鹵獲した北朝鮮、ベトナムなどでもコピー生産が行われた。